# درازگودال پورتوریکو

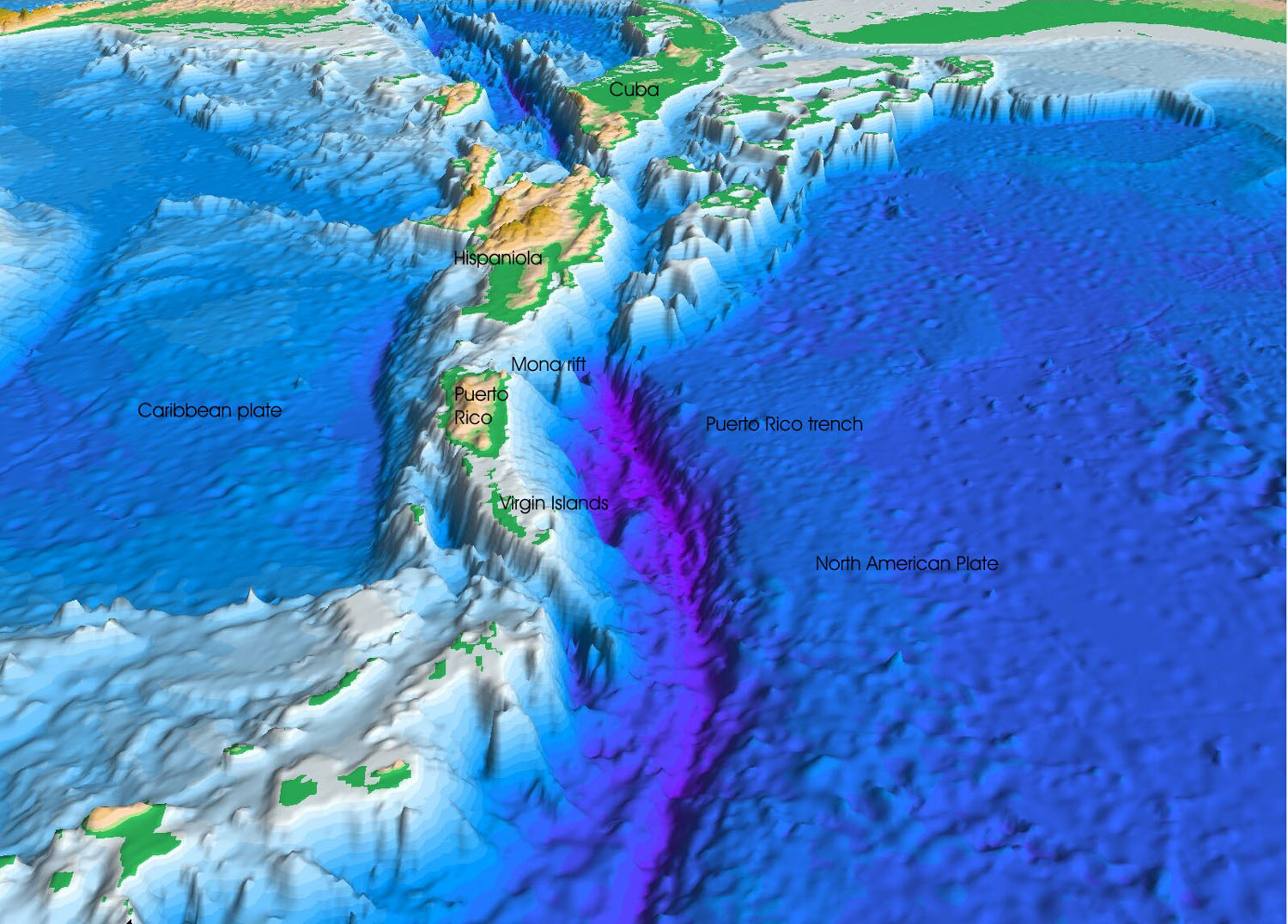
خط آبی سیر در میانه تصویر، درازگودال پورتوریکو است.

درازگودال پورتوریکو یک درازگودال اقیانوسی است که در مرز میان دریای کارائیب و اقیانوس اطلس واقع شده‌است.
این درازگودال منطقه انتقالی پیچیده‌ای است میان یک پهنه فرورانش در جنوب یعنی در راستای قوس آتشفشانی آنتیل کهتر از یک سو و گسل تراریخت بزرگی که میان کوبا و هیسپانیولا کشیده شده از سوی دیگر.
بررسی‌های علمی نشان می‌دهد که یک زمین‌لرزه در راستای این پهنه گسلشی می‌تواند باعث ایجاد یک سونامی بزرگ شود.
جزیره پورتوریکو در جنوب این گسل و درازگودال قرار دارد. طول درازگودال ۶۰۰ کیلومتر و ژرفترین نقطهٔ آن ۸۶۰۵ متر است. ژرف‌ترین نقطهٔ آن مغاک میلواکی نام دارد که ژرف‌ترین نقطه اقیانوس اطلس است.